# شيخ علي (فين)
شیخ علي (بالفارسية: شیخ عالی) هي قرية تقع في إيران في قسم فين الريفي.